# Les Maîtres de la magie et de l'illusion I : Méliès
Les Maîtres de la magie et de l'illusion I : Méliès par Bruno Bertin (2024, France) est le vingt-quatrième album de bande dessinée des Aventures de Vick et Vicky. Il s'agit du premier volume d'un diptyque. Le second volume s'intitule Robert-Houdin.

## Synopsis
Vick découvre dans un vieux livre acheté chez un bouquiniste une partition de musique du film Le Voyage dans la Lune de Georges Méliès, avec un message énigmatique écrit et signé de sa main. Angélino suggère de restituer ce précieux document aux descendants du cinéaste. Pour les retrouver, Vick, Angélino et leurs amis rencontrent le directeur du Musée de la Magie à Paris.

## Personnages
Héros principaux
- Vick : c'est le héros de la série et le chef de la bande. Il habite chez ses parents à Rennes.
- Vicky : chien de Vick, désigné mascotte de la patrouille des Loups Blancs, Vicky est un personnage important dans les aventures. Il aide régulièrement les enfants à se sortir de situations difficiles.

Scouts de la patrouille des Loups Blancs
- Marc : garçon intelligent, curieux, bon caractère, amical, gourmand, il aime rigoler. Il organise les vacances de la bande à Paris en demandant à sa sœur de lui prêter son studio et en prenant rendez-vous avec le directeur du Musée de la magie.
- Jean-Sébastien : il est présent à Rennes pour fêter l'anniversaire d'Angelino.
- Angelino : garçon rêveur, paresseux, endormi, gourmand. Il n'aime pas l'effort. C'est son anniversaire et pour fêter cela, ses amis qui connaissent sa passion pour la magie lui offre une panoplie de magicien, un stage de magie et un document historique, la partition musicale du film Le Voyage dans la Lune de Georges Méliès.
- Marine : fille aux allures de garçon manqué, elle a du caractère, est curieuse et réfléchie, elle s'intéresse à l'archéologie.

Personnages de l'histoire
- Le bouquiniste : Vick lui a acheté un lot de livres. Dans l'un de ces livres se trouvait dissimulée une partition musicale. Il est retrouvé mort peu de temps après dans sa boutique.
- Les policiers : le commissaire Bourrel et son adjoint l'inspecteur Dupuis.
- Madame L'Hénoret : une personne âgée, veuve. Elle est voisine d'Angélino qui l'aide parfois à porter ses courses. Son défunt mari était un grand magicien.
- Georges Proust : le directeur du Musée de la Magie à Paris.
- Les malfrats : Charles est blond à lunettes. Georges a des cheveux noirs et une fine moustache. Ils agissent pour le compte d'un mystérieux commanditaire, un magicien dont on ne connaît ni l'identité ni le visage. Ils se font passer pour des auteurs de bandes dessinées qui se documentent sur Georges Méliès.

## Lieux visités

### Rennes
La bande dessinée commence à Rennes, ville où habitent les jeunes héros.
- Page 3 : on reconnaît le Quai de la Prévalaye avec des péniches sur la Vilaine.
- Pages 3 (case 3), 4 (case 5) et 5 (case 4) : on peut distinguer le pont de Bretagne.
- Pages 3 (case 3) et 5 (case 5) : on aperçoit un belvédère. Imaginé par Ronan et Erwan Bouroullec, deux designers bretons, il s'agit d'une grande structure totémique posée dans le cours du canal de la Vilaine et constituée de tubes en inox et en aluminium, d'un socle en béton[1].
- Pages 3 (case 1) et 12 (case 3) : la tour de La Mabilais, anciens locaux du Centre commun d'études de télévision et télécommunications, est devenue Le Mabilay, un bâtiment de bureaux. Édifié en 1973 par l'architecte Louis Arretche[2], c'est le troisième plus haut bâtiment de la ville de Rennes[3].
- Page 14 (case 4) : la boutique du bouquiniste retrouvé mort se trouve au cœur du centre historique de Rennes, rue Saint-Sauveur. On reconnaît la rue de la Psalette reliant la rue Saint-Sauveur à la rue du Chapitre et qui contourne l’abside de la cathédrale Saint-Pierre. Elle abrite des maisons à colombages[4].
- Page 15 (case 6) : l'auteur représente la façade de la Basilique Saint-Sauveur.
- Page 23 (case 1) : bâtiment abritant le Tribunal judiciaire de Rennes, la Cité judiciaire a été réalisée en 1982 et mise en service en 1985. Se voulant futuriste, l'édifice prend la forme d'une « soucoupe volante »[5].
- Page 24 : l'immeuble où habite Mme L'Hénoret existe et est situé au n° 24 du boulevard de la Liberté, à proximité des Halles centrales et du temple de l'Église protestante unie de Rennes.

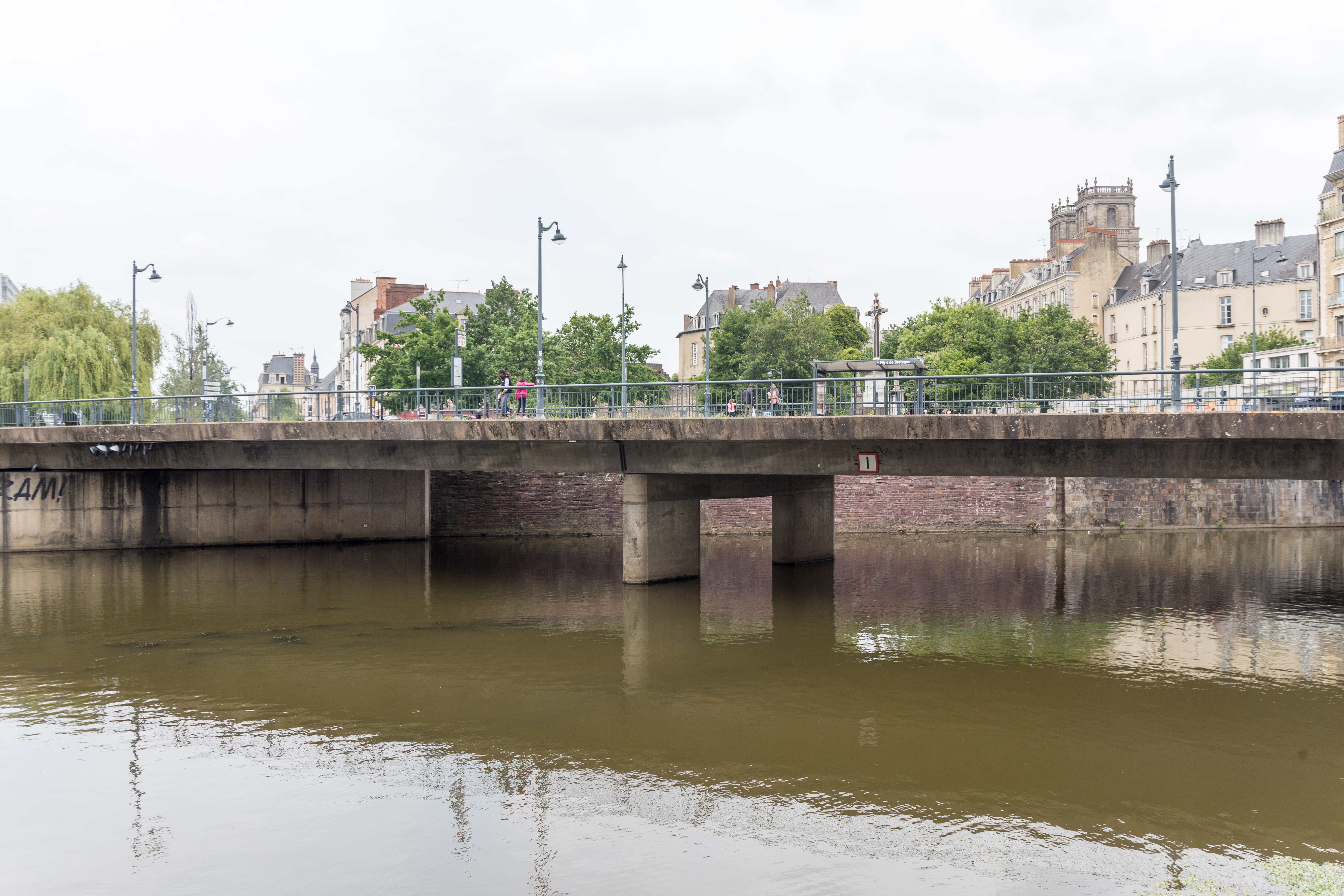
Pont de Bretagne
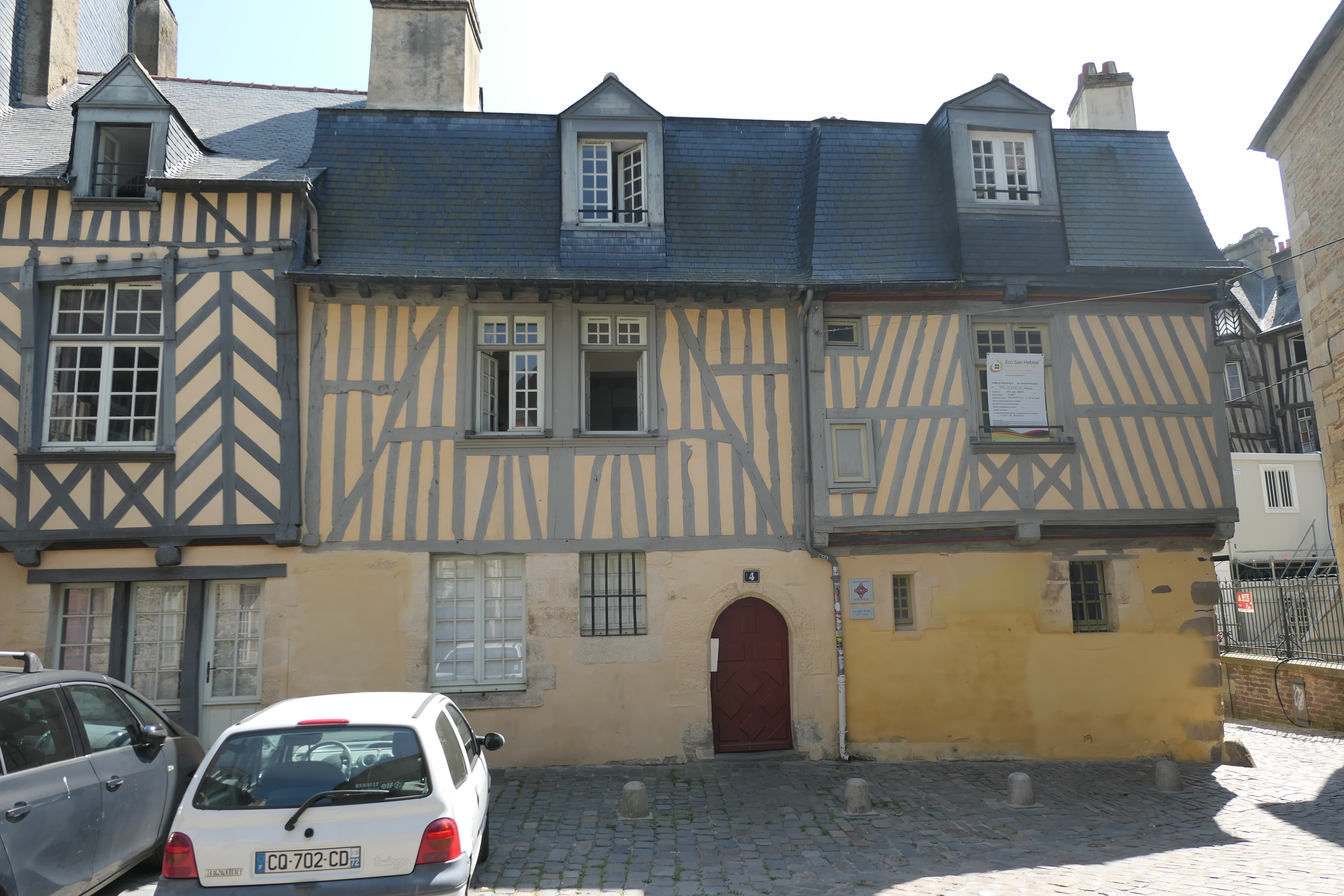
Rue de la Palette, Rennes
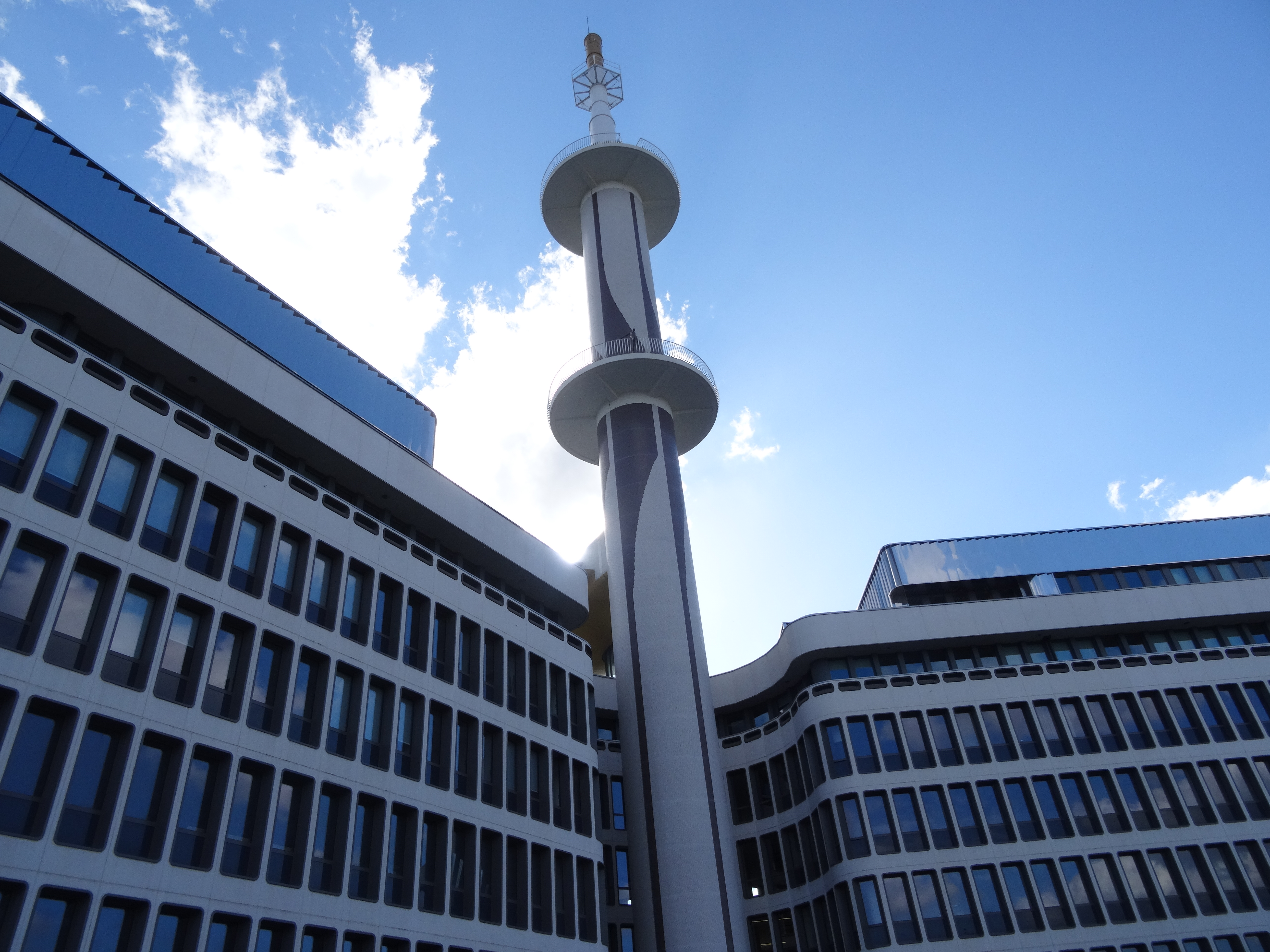
Immeuble Le Mabilay, Rennes
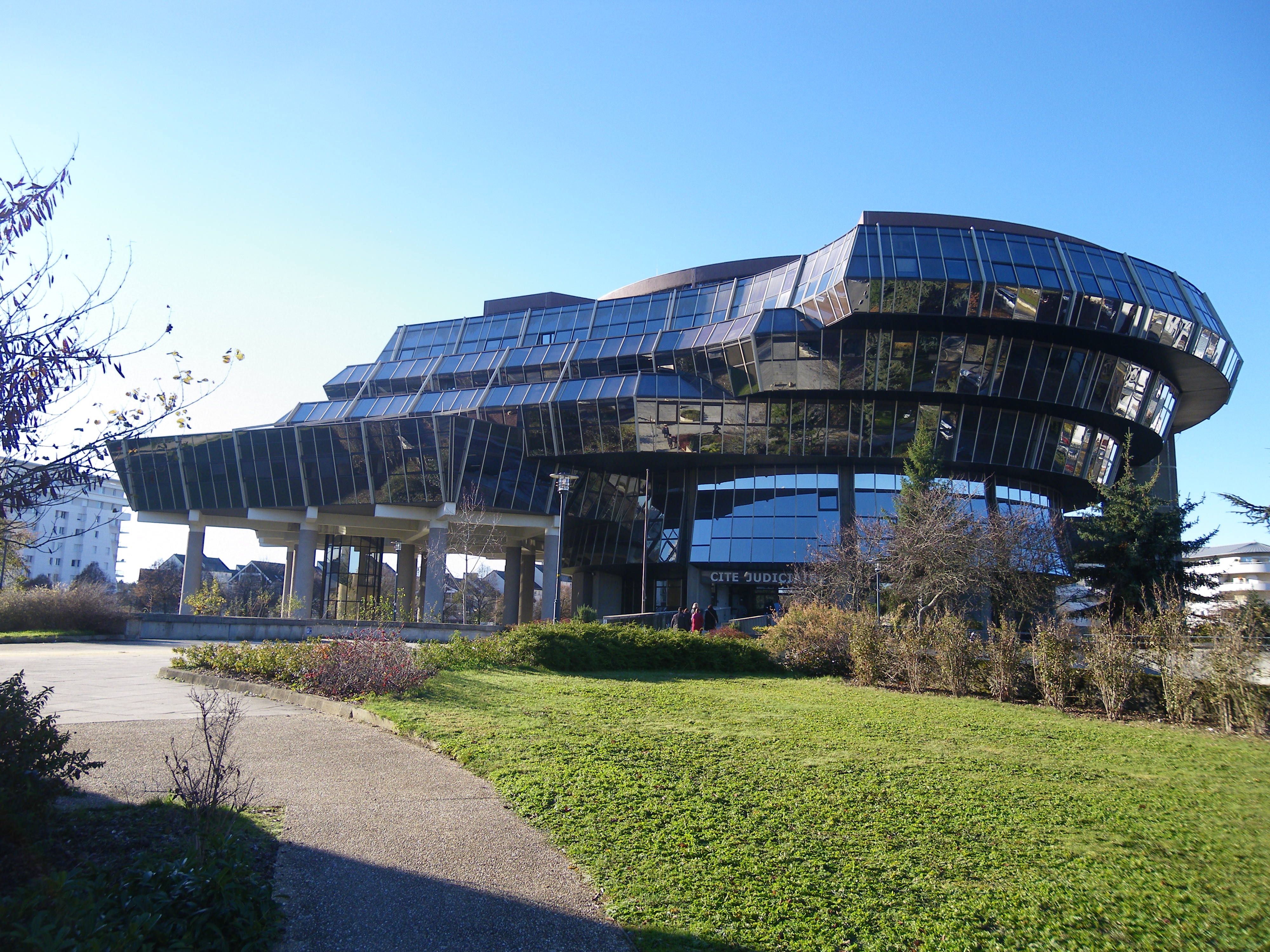
La Cité judiciaire, siège du tribunal judiciaire de Rennes.

### Paris
Une autre partie de la bande dessinée se passe à Paris. C'est la seconde aventure parisienne de la bande d'amis (voir Vick et Vicky et l'héritage). Angelino n'est pas enchanté à l'idée de passer de nouvelles vacances à Paris. Les enfants logent, comme la fois précédente, chez la sœur de Marc. Elle leur prête un studio situé au-dessus de son appartement. L'histoire s'enchaîne, telle une chasse au trésor, qui entraîne le lecteur à découvrir dans la capitale les lieux en rapport avec la magie et Georges Méliès :
- Le Musée de la Magie : musée situé rue Saint-Paul dans le quartier du Marais.
- La Cinémathèque française abrite le musée Méliès (p. 43)[6].

La Cinémathèque française
Entrée de la Cinémathèque française

## Autour de l'œuvre

### Le thème de la magie
Angelino est féru de magie (voir l'album Complot au Château du Taureau). C'est plus qu'un passe-temps : il voudrait être plus tard un professionnel. Le lecteur trouvera, à la fin de cet album consacré à la passion d'Angélino, un supplément sur l'histoire de la magie.

#### Magiciens célèbres
- Jean-Eugène Robert-Houdin (1805-1871)[7] est le plus célèbre illusionniste français du XIXe siècle et le fondateur du Théâtre Robert-Houdin. Il fut également horloger et inventeur. Surnommé le « père de la magie moderne », il est à l'origine de presque tous les « grands trucs » de la magie actuelle en utilisant ses connaissances scientifiques pour réaliser des trucages. Autodidacte, il est également un grand constructeur d'automates.

- Georges Méliès (1861-1938) est un réalisateur et illusionniste français. Ayant choisi la prestidigitation comme profession, il devient propriétaire et directeur en 1888 du Théâtre Robert-Houdin, en sommeil depuis la mort du célèbre illusionniste. Il rachète le matériel des Soirées Fantastiques, dont une dizaine d'automates construits par Robert-Houdin. Il crée des spectacles de prestidigitation et de « grandes illusions » qu'il présente avec plusieurs magiciens. Georges Méliès est considéré comme l'un des principaux créateurs des premiers trucages du cinéma, entre autres les surimpressions, les fondus, les grossissements et rapetissements de personnages.

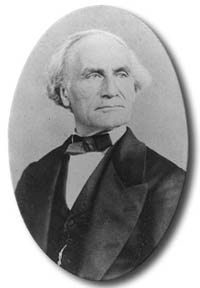
Robert-Houdin
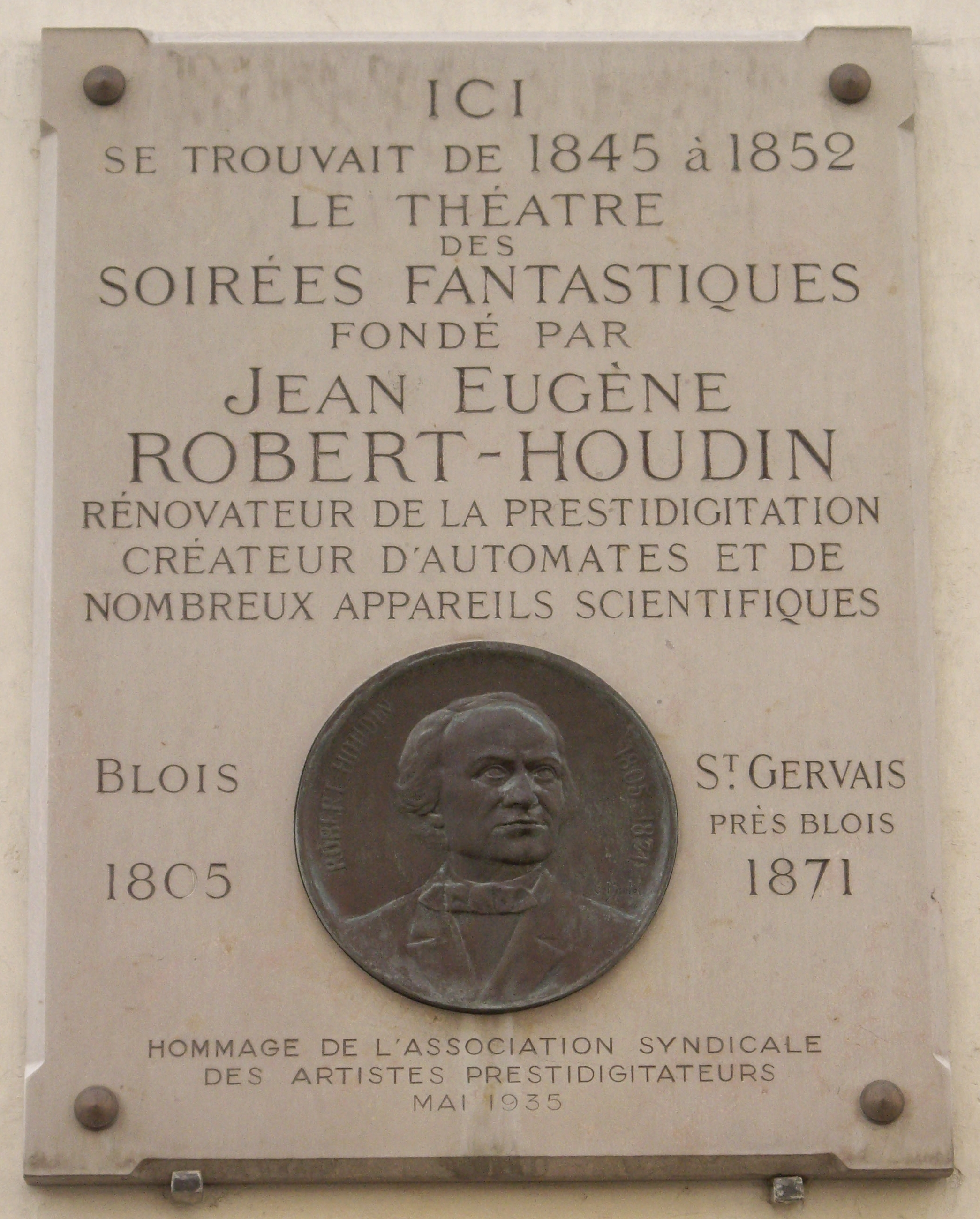
Plaque commémorative, 11 rue de Valois à Paris, où avaient lieu les « Soirées fantastiques » de Robert-Houdin.
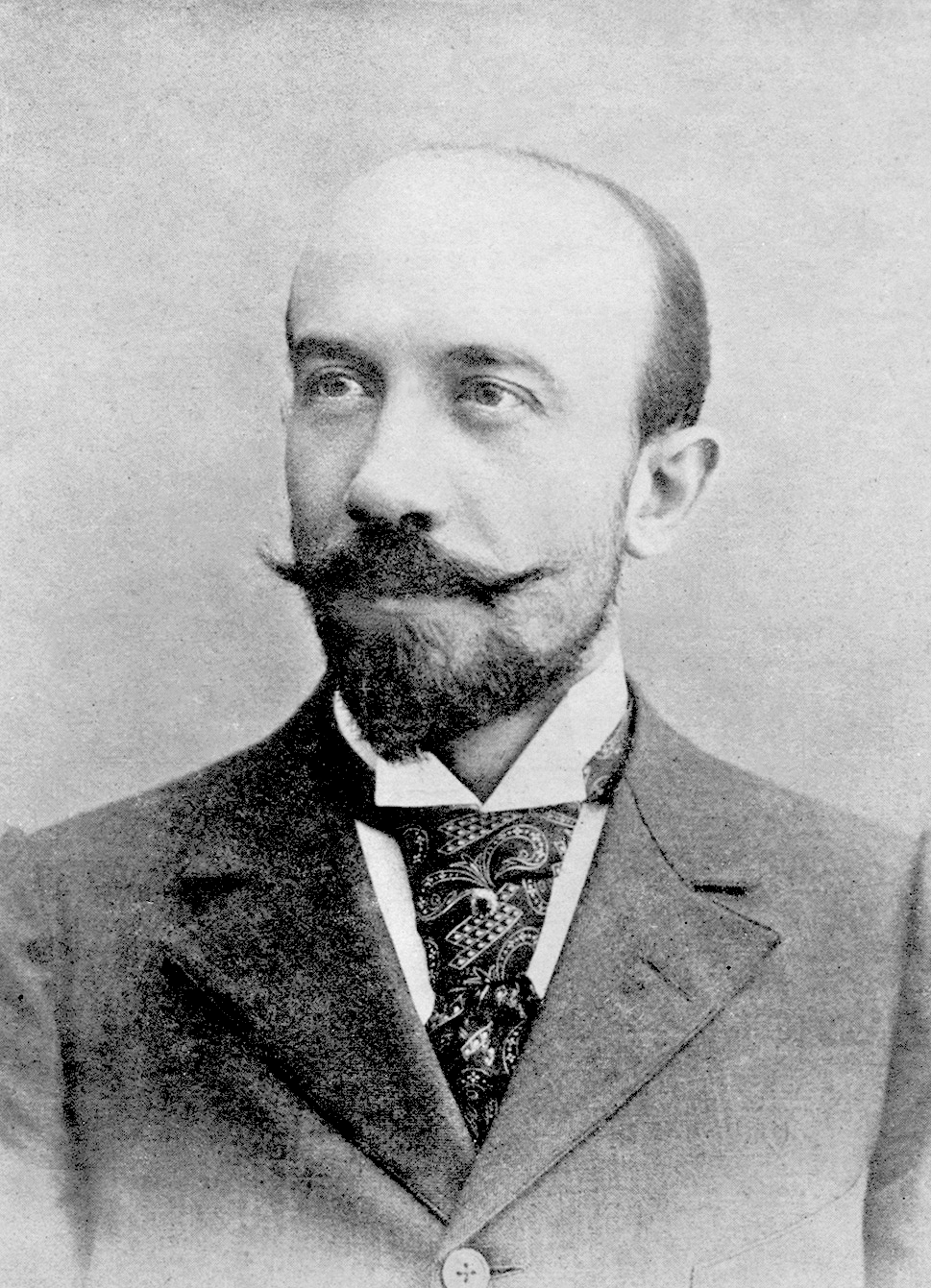
Georges Méliès vers 1890
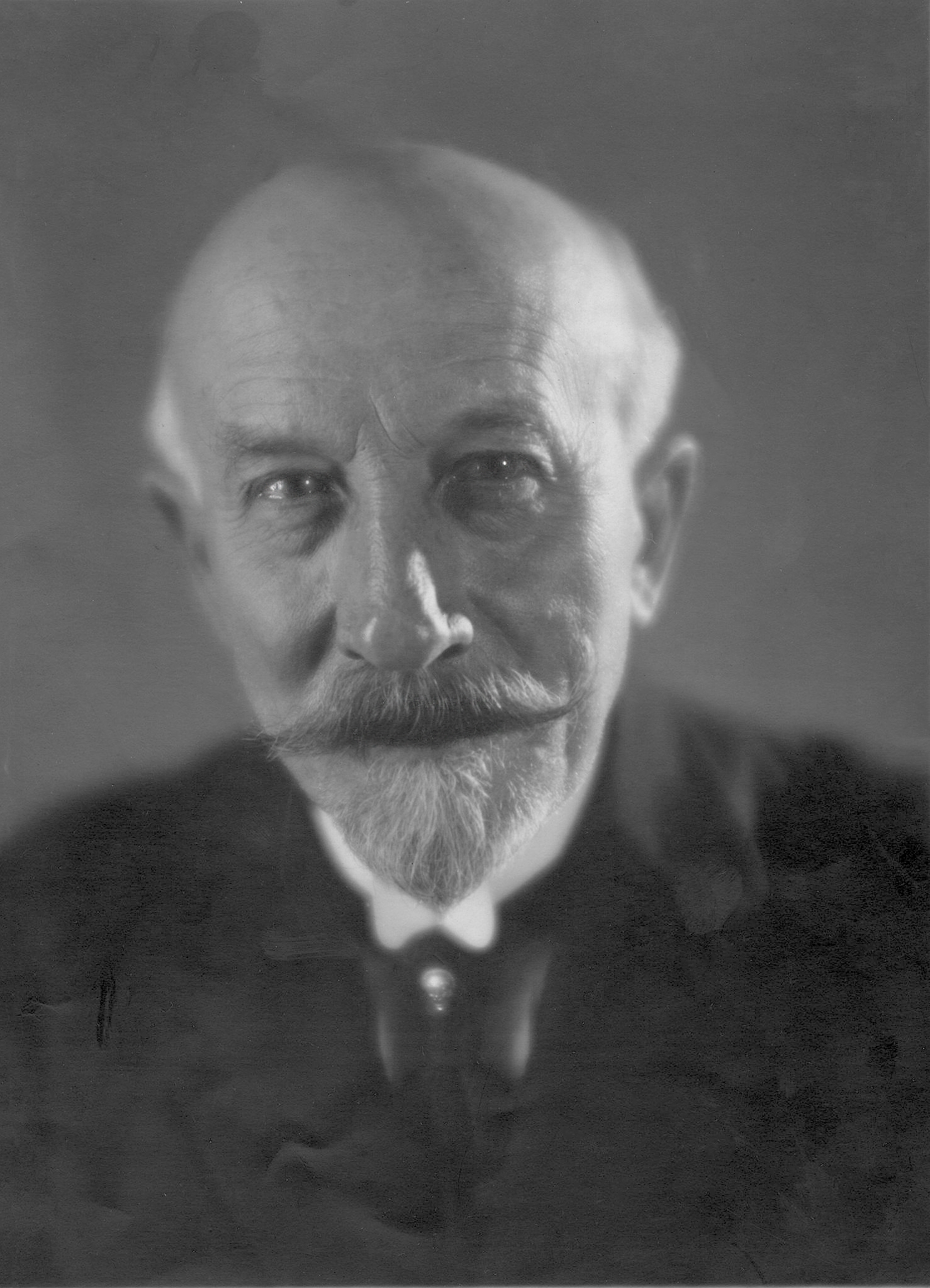
Georges Méliès en 1930
Signature de Méliès

#### Œuvres et spectacles de magie évoqués
- Le Pâtissier du Palais-Royal : cette grande illusion était présentée dans le cadre des "Soirées fantastiques" de Robert-Houdin dans son théâtre parisien vers 1845[8]. L'attrait mystérieux qu'exerçaient sur le public les automates ont incité les illusionnistes à ajouter la présentation d'automates à leurs spectacles. Même si Robert-Houdin a créé de véritables automates  mécaniques, il se lança dans « la création d'automates truqués fonctionnant par le biais de fils mus par des mains qui restaient invisibles au public quand il ne s'agissait pas d'un être vivant caché dans les flancs d'un mannequin ou sous une table le supportant.»[9] Le Pâtissier royal était actionné par un garçon assis en tailleur dans la partie arrière de la boutique. Au dessus de la porte et des fenêtres se trouve un espace libre, sorte de grenier, où se placent les gâteaux et les boissons que l'enfant dépose sur le plateau présenté par le pâtissier, et cela par une trappe aménagée au plafond de la boutique, lorsque les portes en sont fermées.
- Le Nain jaune est un spectacle que Méliès réalisait au Théâtre Robert-Houdin. Il s'agit d'une armoire fermée par deux portes décorées. Après une incantation le magicien faisait apparaître un nain dans un nuage de fumée. Les portes sont visibles à la Cinémathèque française.
- Vick, en achetant un lot de livres anciens, tombe sur une partition musicale, laquelle comporte une annotation manuscrite de Georges Méliès. Il s'avère qu'il s'agit de la partition musicale du film Le Voyage dans la Lune, un film muet de science-fiction français écrit, produit et réalisé par Georges Méliès, et sorti en 1902. Le film constitue la première œuvre de science-fiction au cinéma. Le projet du film est sans doute motivé par le succès outre-Atlantique de l'attraction foraine A Trip to the Moon (en). Par ailleurs, il s'inspire des romans De la Terre à la Lune de Jules Verne (1865) et Les Premiers Hommes dans la Lune de H. G. Wells (The First Men in the Moon, 1901)[10].
- Lunettes anaglyphiques : Mme L'Hénoret offre à Angelino une paire de lunettes spéciales ayant appartenu à son mari magicien. Il s'agit de lunettes bicolores permettant la vision des anaglyphes. Les couleurs des filtres sont toujours complémentaires. Elles sont faites de filtres de gélatine ou de film coloré de qualité, et existent en vert/magenta, bleu/jaune, orange/cyan/rouge, et pas rouge et bleu car ces deux couleurs ne sont pas complémentaires et ne pourraient donc pas faire apparaitre cet effet 3D. La variété la plus répandue actuellement est la rouge / cyan et, par convention, le filtre rouge est destiné à l'œil gauche. Les lunettes  filtrent les couleurs pour permettre à chaque œil de ne voir que l'image qui lui est destinée, c'est ce qui crée l'effet stéréoscopique. La lentille bleue ne laisse passer que l'image rouge, et la lentille rouge ne laisse passer que l'image bleue. Chaque œil voit donc une image légèrement différente. Il n'est pas nécessaire que ce soit rouge et bleu ; de nombreuses combinaisons de couleurs fonctionnent, mais les combinaisons rouge/bleu et rouge/vert sont les plus courantes.

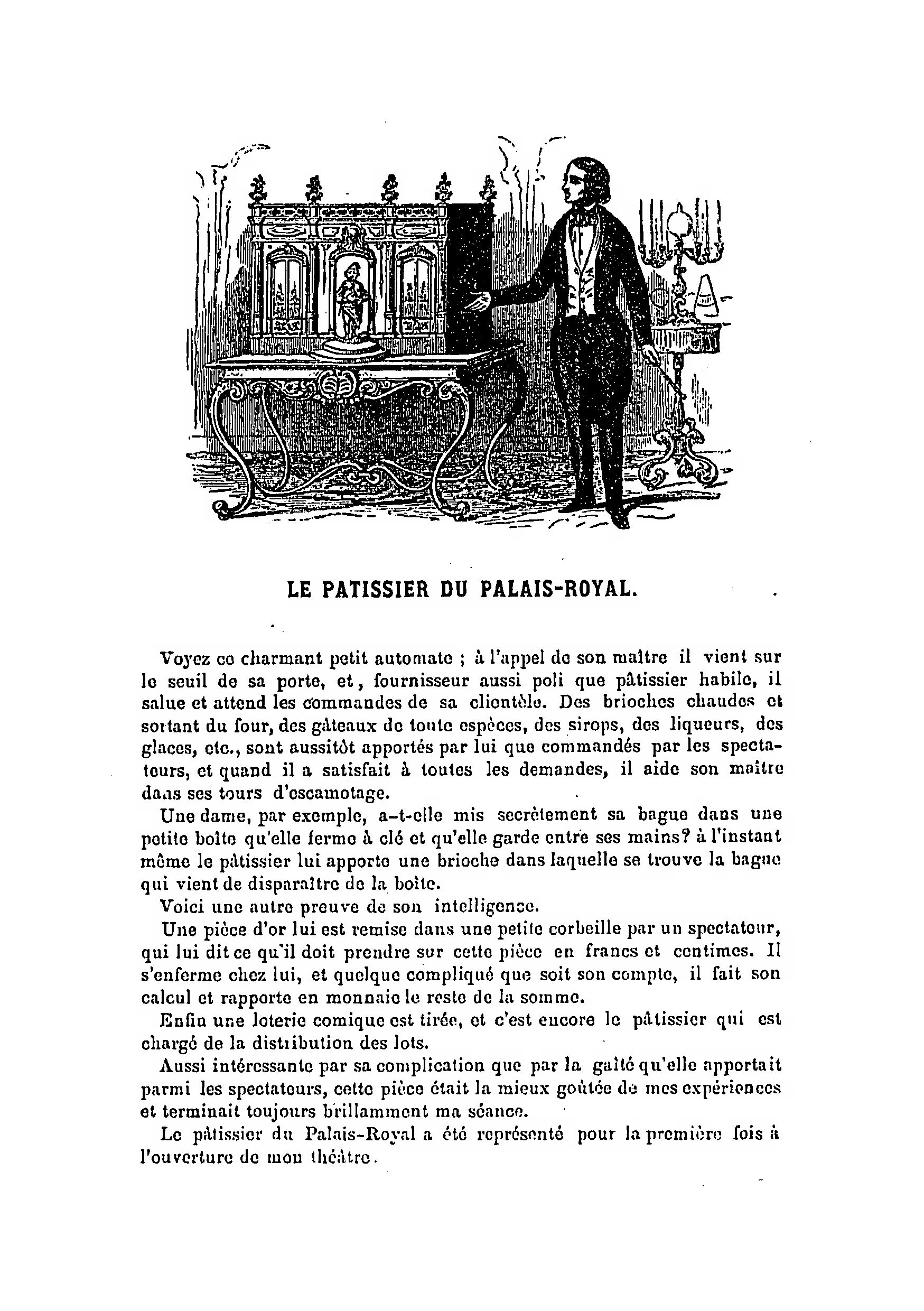
Le Pâtissier du Palais-Royal
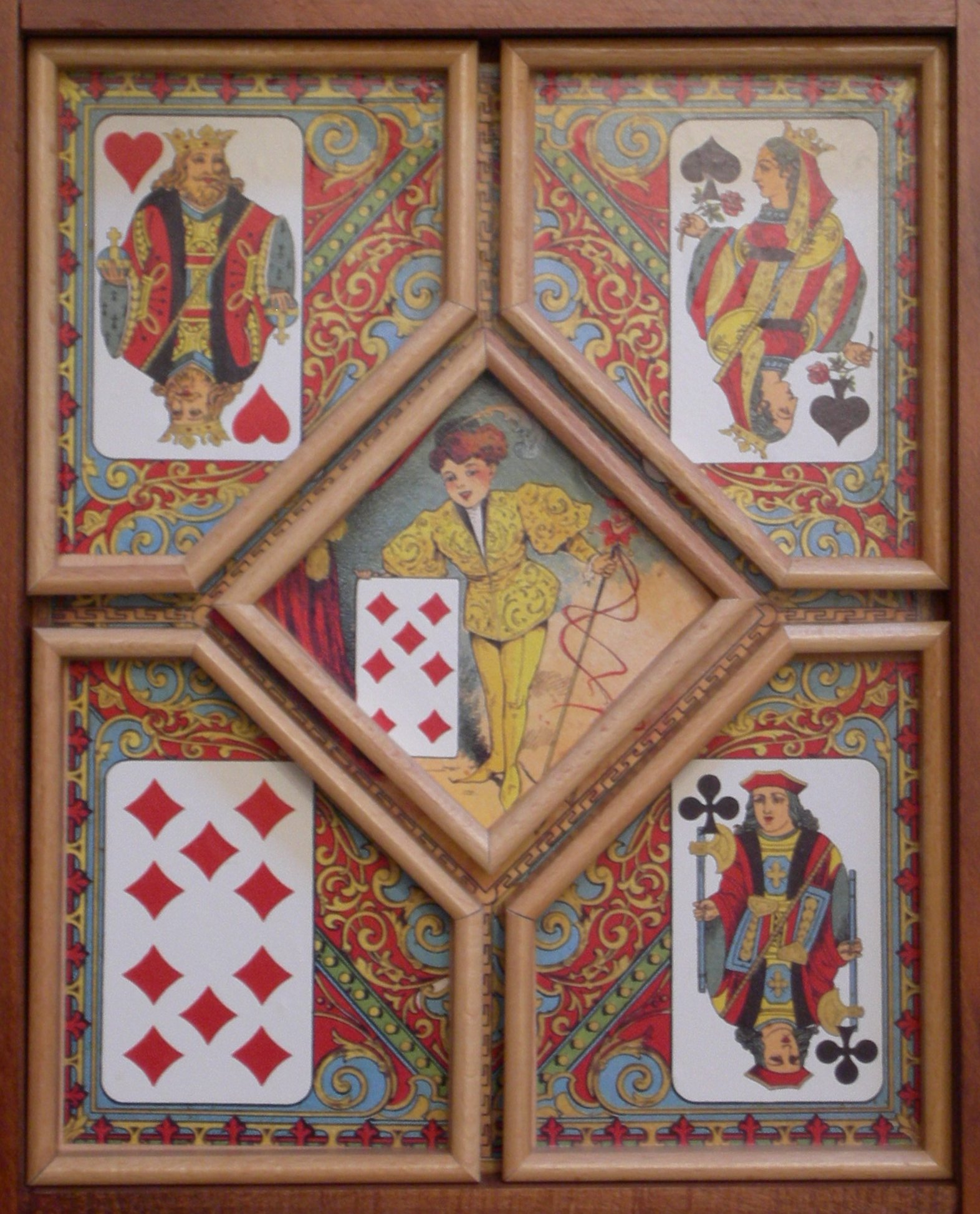
Jeu du Nain jaune
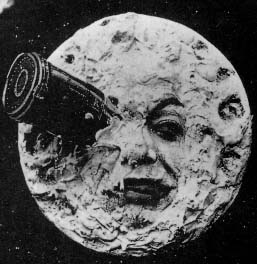
Le Voyage dans la Lune
Modèle  de lunettes 3D

#### Lieux dédiés à l'art magique
L'album fait la présentation des deux établissements dédiés à l'art magique en France :
- La maison de la magie Robert-Houdin est un musée national situé à Blois dans le département de Loir-et-Cher en région Centre-Val de Loire. Spécialisé dans l'illusion et la prestidigitation, ce musée inauguré en 1998 met en valeur la vie et l’œuvre multiple de Jean-Eugène Robert-Houdin. Il possède le label « Musée de France ». Il est question à la fin de l'album que les enfants s'y rendent pour la suite de leur aventure.
- Le Musée de la Magie ou musée de l'Académie de magie de Georges Proust est un musée sur fonds privés basé à Paris. Il possède une collection importante d'objets, de construction, d'illusions, des affiches, des automates.

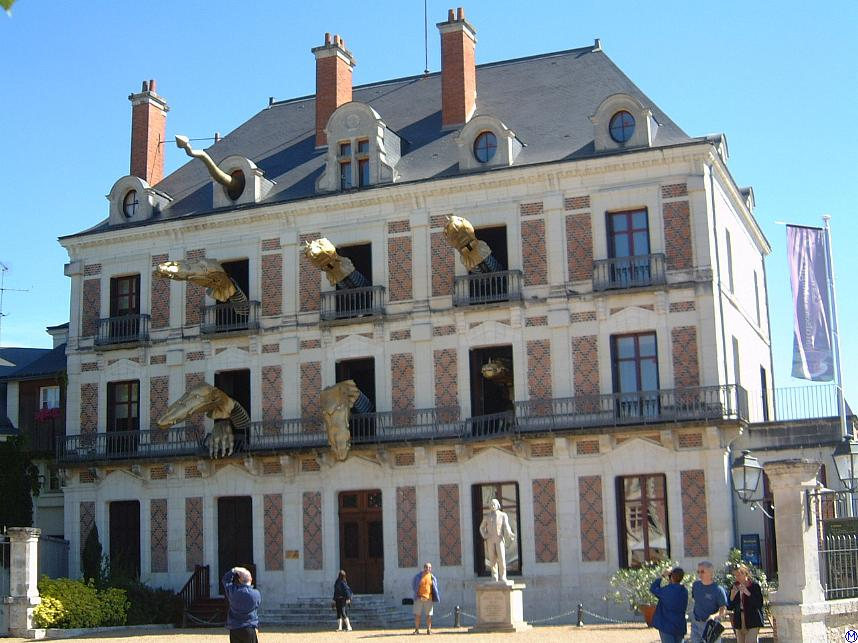
Maison de la magie Robert-Houdin à Blois.
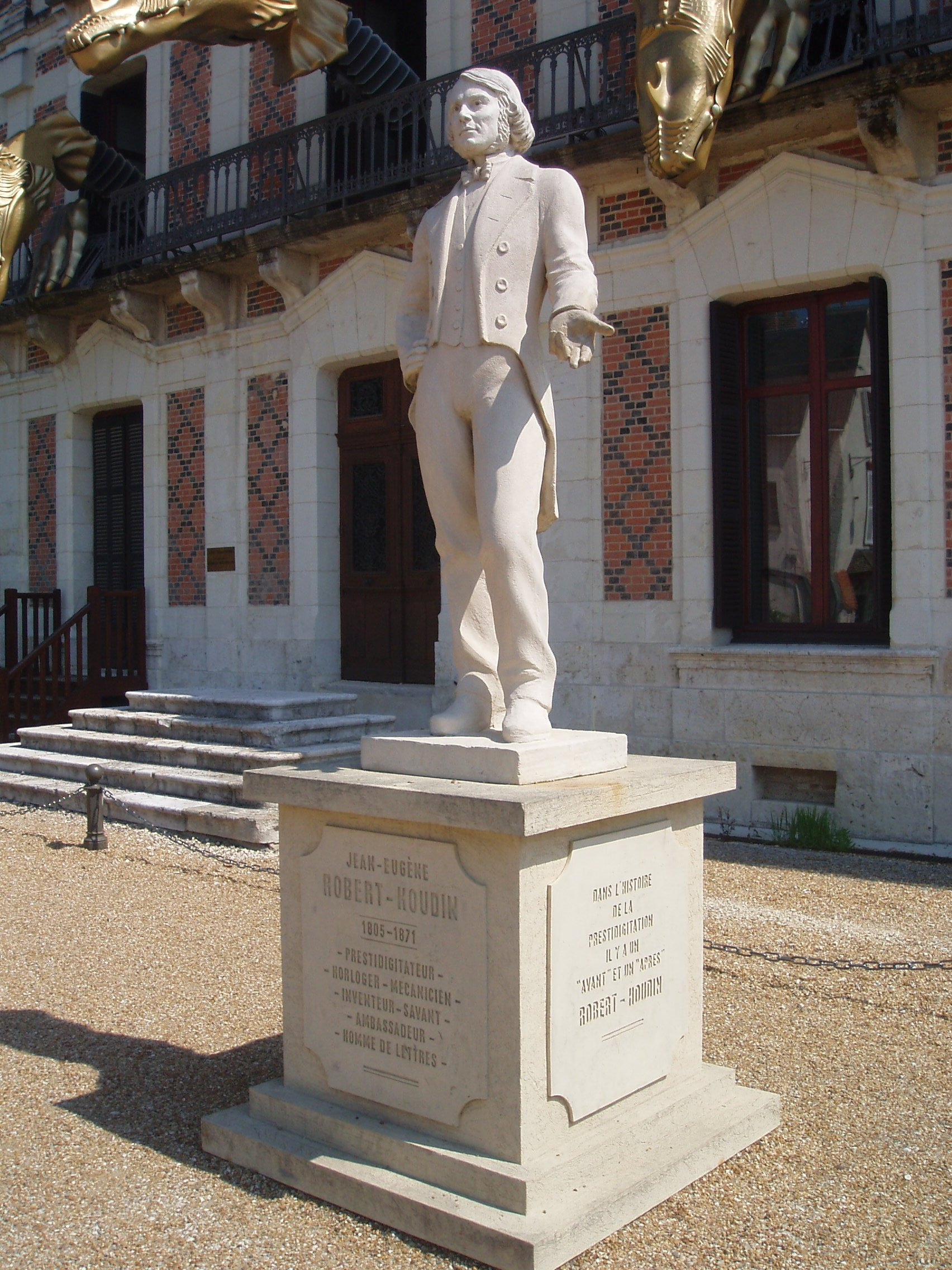
Statue de Robert-Houdin à l'entrée.
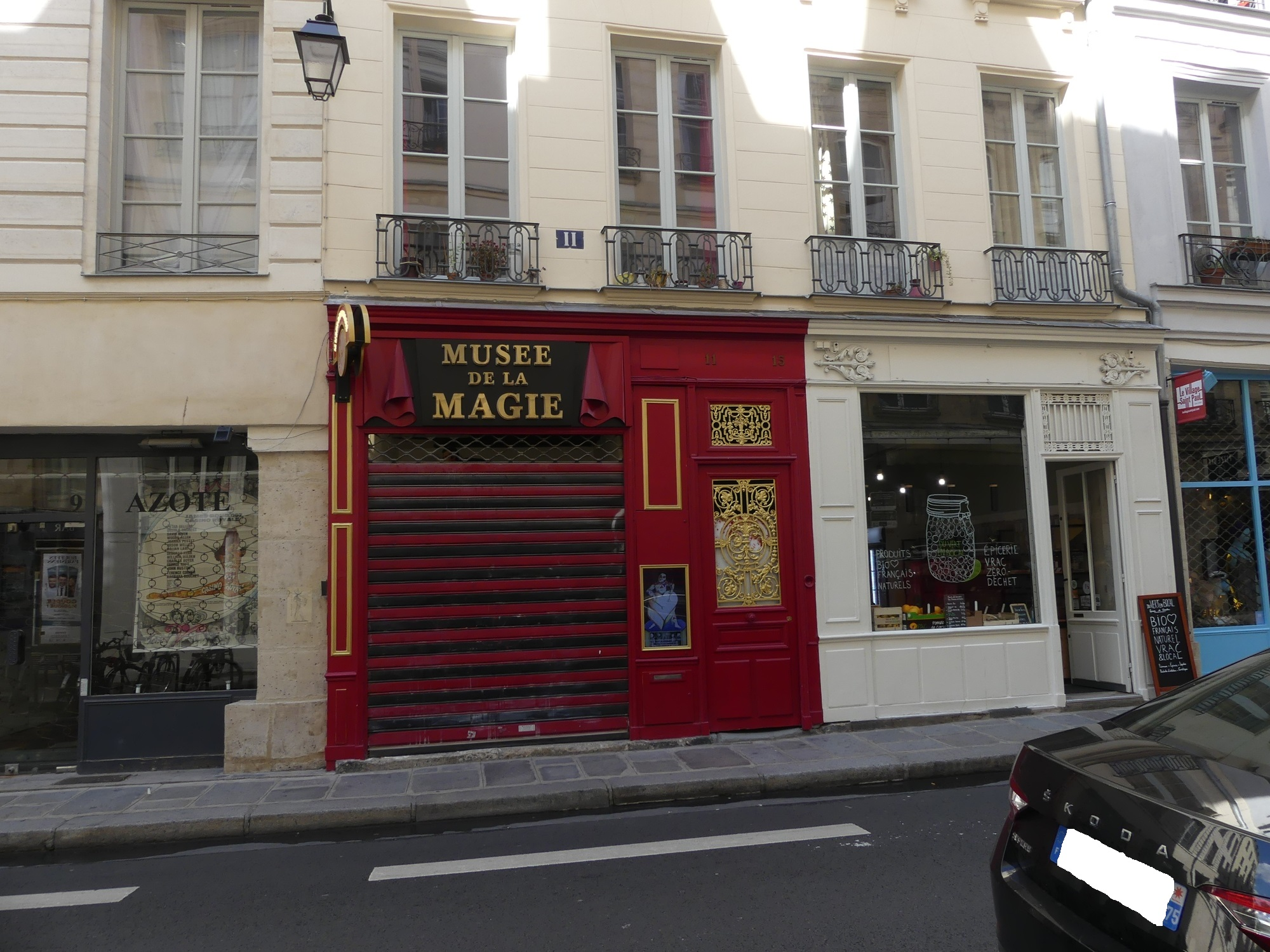
Musée de la Magie, à Paris.

### Mise en abyme
La mise en abyme (aussi écrit "mise en abîme" ou "mise en abime") est un procédé consistant à représenter une œuvre dans une œuvre similaire, par exemple dans les phénomènes de « film dans le film ». En littérature, la mise en abyme est un procédé consistant à placer à l'intérieur de l'œuvre principale une œuvre qui reprend de façon plus ou moins fidèle des actions ou des thèmes de l'œuvre cadre.
L'auteur Bruno Bertin utilise ce procédé dans sa bande dessinée. Georges et Charles se présentent face au directeur du Musée de la Magie comme deux auteurs de bandes dessinées. Ils sont en train d'écrire une bande dessinée sur le monde de la magie. Ils cherchent de la documentation sur Georges Méliès, notamment sur son film Le Voyage dans la lune. Au cour d'une discussion, le directeur leur parle d'un ouvrage mythique qui conférerait des pouvoirs surnaturels à celui qui le posséderait. « Il serait le maître de la magie et de l'illusion » (p. 18). En disant cela, il leur souffle l'idée du titre de leur bande dessinée : « ça c'est un bon titre de livre ». Ce titre est exactement celui de l'album de Bruno Bertin. La partition musicale du film de Méliès est au cœur de leur scénario, comme dans la bande dessinée de Bruno Bertin.

### Hommage auxCinq dernières minutes
Dans cette aventure, on retrouve le duo de policiers formé par le commissaire Bourrel et son adjoint l'inspecteur Dupuis. Ces deux personnages apparaissent dans  les albums Vick et Vicky et les sauveteurs en mer contre les voleurs de cerveaux (2011), Le Guide ou le Secret de Léonard de Vinci (2012), Disparitions au stade. Ils font directement référence au commissaire Bourrel incarné par Raymond Souplex et à l'inspecteur Dupuy, dans la série Les Cinq dernières minutes. On apprend que le personnage d'Angelino est fan de cette série dans l'album Vick et Vicky et l'héritage (2010) et répète régulièrement la formule « Bon sang mais c'est bien sûr ! ».

### Clins d'œil
- Page 5 (case 9) : un camion avec une remorque faisant la publicité des éditions P'tit Louis passe devant Angelino.
- Pages 13 (case 6) et 15 (case 2) : dans la vitrine du bouquiniste, on peut remarquer deux albums de bande dessinée, Les exploits de l'Olympic F.C. de Malo Louarn et Zoo Dingo T.4 - Safari party de Beno & Neymo.
- Page 15 (case 4) : une affiche faisant la publicité pour Les Lutins Urbains T.5.- Korrigans et grosse galette, un roman jeunesse de Renaud Marhic.
- Page 16 (case 1) : une affiche faisant la publicité pour l’ouvrage collectif Magie Loire, un recueil des Romanciers nantais (Éd. P'tit Louis, 2018)[13].
- Page 16 (case 2) : on distingue la couverture du roman jeunesse Le Dernier Donjon de Marc Cantin (Coyote jeunesse, 04/2008).
- Page 21 (case 1) : affiches avec des portraits de vrais magiciens.
- Page 27 (case 1) : on voit la maison de Vick. Bruno Bertin a pris comme modèle sa propre maison.